# 比尔·贝尔登
比尔·贝尔登（英語：Bill Belden，1949年1月5日—），美国男子赛艇运动员。他曾代表美国参加1999年泛美运动会赛艇比赛，获得一枚金牌和一枚铜牌。他也曾参加1976年夏季奥林匹克运动会。